# Archidiecezja warszawska
Archidiecezja warszawska (łac. Archidioecesis Varsaviensis) – jedna z 14 archidiecezji obrządku łacińskiego w Kościele katolickim w Polsce ustanowiona diecezją wyłączoną z diecezji poznańskiej w 1797 (erygowana 16 października 1798 przez papieża Piusa VI bullą Ad universam agri Dominici curam), ustanowiona archidiecezją 12 marca 1818 przez papieża Piusa VII bullą Militantis Ecclesiae regimini (z łac. Rząd Kościoła wojującego), związana unią personalną in persona episcopi z archidiecezją gnieźnieńską (1946–1992).
25 marca 1992 r., bullą Totus Tuus Poloniae Populus, papież Jan Paweł II dokonał reorganizacji struktur administracyjnych Kościoła katolickiego w Polsce. Obszar kraju został podzielony na 39 archidiecezji i diecezji. Dotychczasowa archidiecezja warszawska została podzielona na 3 diecezje: archidiecezję warszawską, diecezję warszawsko-praską i diecezję łowicką, które wraz z diecezją płocką utworzyły metropolię warszawską. W 2004 diecezja łowicka została przyłączona do metropolii łódzkiej.
Na przestrzeni ponad dwustu lat istnienia samodzielnej archidiecezji warszawskiej posługiwało wielu biskupów m.in. Józef Miaskowski, Jan Paweł Woronicz, św. Zygmunt Szczęsny Feliński, Aleksander Kakowski, Czcigodny Sługa Boży August Hlond, Błogosławiony Stefan Wyszyński, Józef Glemp.
Święci i błogosławieni związani z Warszawą i archidiecezją warszawską:
- św. Andrzej Bobola – jezuita, misjonarz, zamordowany przez prawosławnych Kozaków, od 1938 roku jego relikwie znajdują się w Warszawie, patron archidiecezji.
- św. Zygmunt Szczęsny Feliński – arcybiskup warszawski, założyciel Zgromadzenia Sióstr Franciszkanek Rodziny Maryi, mąż stanu, represjonowany przez władze carskie, zesłany do Jarosławia nad Wołgą.
- św. Klemens Maria Hofbauer – czeski redemptorysta, przez dwadzieścia jeden lat posługiwał w Warszawie, budowniczy kościoła św. Benona, kaznodzieja, opiekun ubogich, po rozbiorach wygnany z Księstwa Warszawskiego wraz ze współbraćmi.
- bł. Władysław z Gielniowa – bernardyn, poeta, kaznodzieja, gwardian klasztoru w Warszawie, patron Warszawy.
- bł. Jerzy Popiełuszko – kapłan diecezjalny, kapelan „Solidarności”, organizator Mszy za Ojczyznę, zamordowany przez komunistyczne służby, męczennik za wiarę.
- bł. Edward Detkens – kapłan diecezjalny, gorliwy duszpasterz studentów, męczennik II wojny światowej.
- bł. Stefan Wyszyński – kardynał, arcybiskup warszawski w latach 1948–1981, Prymas Polski.

W Warszawie przebywała też św. Faustyna Kowalska. Stolicę wielokrotnie nawiedzał św. Jan Paweł II, zarówno jako kapłan i biskup, jak i pełniąc posługę papieża.

## Biskupi

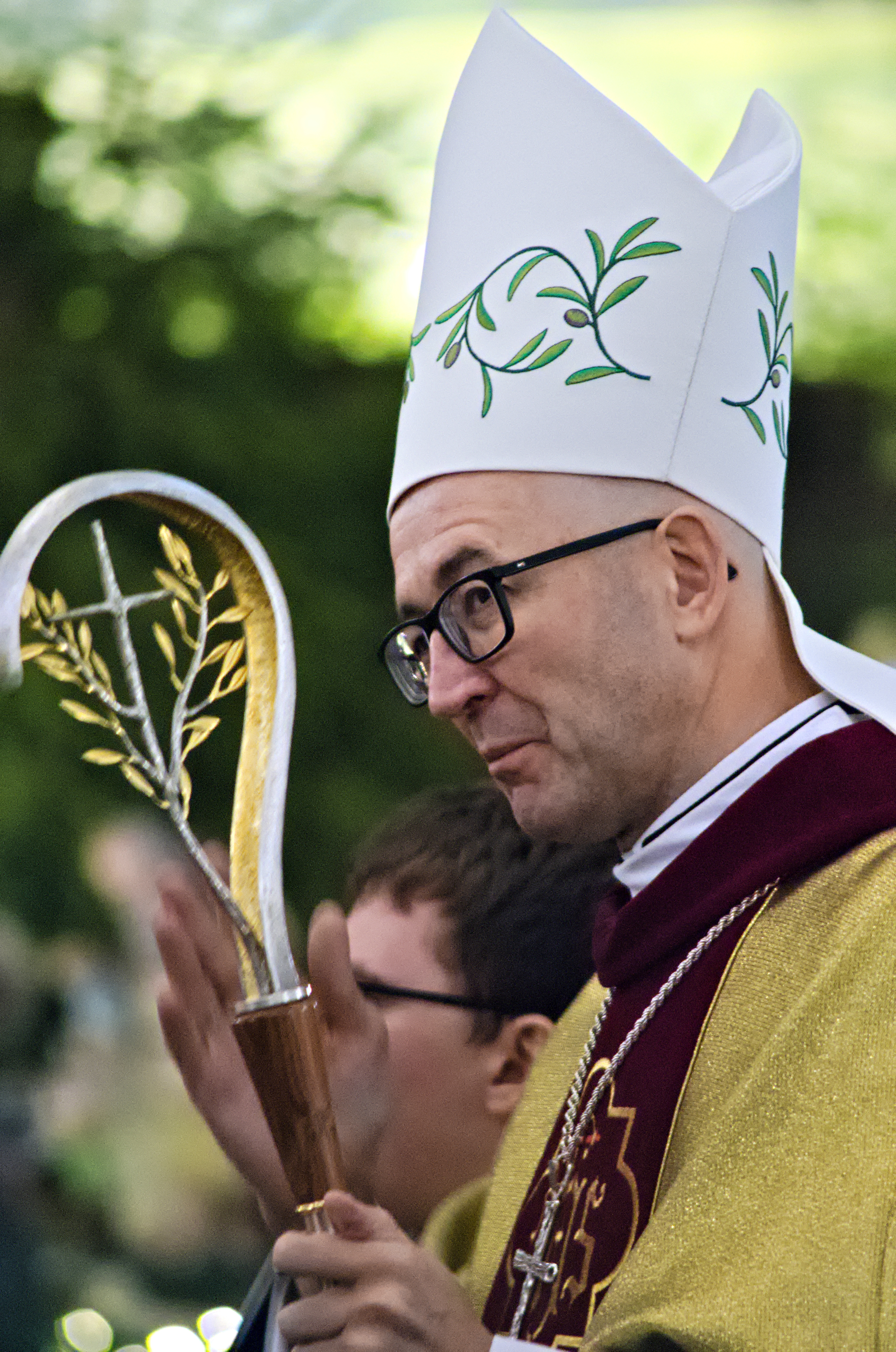
Adrian Galbas SAC – metropolita

### Biskup diecezjalny
- abp Adrian Galbas SAC – metropolita warszawski od 2024

### Biskupi pomocniczy
- bp Piotr Jarecki (wikariusz generalny) – od 1994
- bp Rafał Markowski (wikariusz generalny) – od 2013
- bp Michał Janocha (wikariusz generalny) – od 2015

### Biskup senior
- kard. Kazimierz Nycz – metropolita warszawski w latach 2007–2024, senior od 2024

### Biskupi rezydenci
- bp Tadeusz Pikus – biskup diecezjalny drohiczyński w latach 2014–2019, senior od 2019
- bp Marek Marczak – biskup pomocniczy łódzki od 2015, sekretarz generalny Konferencji Episkopatu Polski od 2024

## Instytucje
- Kuria Metropolitalna
- Sąd Metropolitalny Warszawski

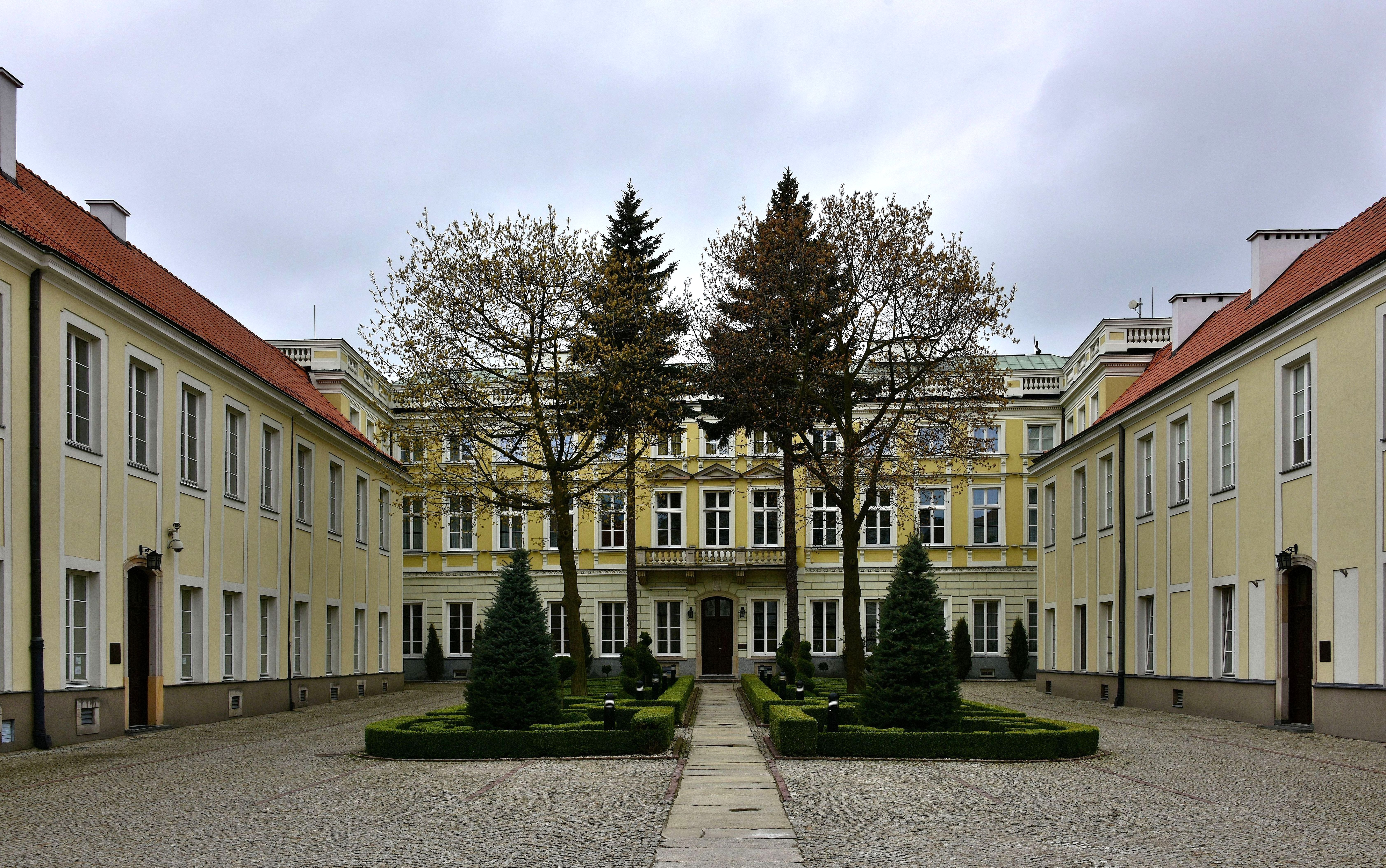
Pałac Borchów, siedziba arcybiskupów warszawskich

- Wyższe Metropolitalne Seminarium Duchowne w Warszawie
- Archidiecezjalne Seminarium Misyjne „Redemptoris Mater”
- Uniwersytet Kardynała Stefana Wyszyńskiego w Warszawie
- Papieski Wydział Teologiczny w Warszawie
- Kapituła katedralna
- Caritas Archidiecezji Warszawskiej
- Archiwum archidiecezjalne
- Muzeum Archidiecezji Warszawskiej
- Biblioteka Archidiecezjalna w Warszawie
- Dom Księży Emerytów

## Kapituły[5]
- Kapituła Metropolitalna Warszawska
- Kapituła Kolegiacka św. Opatrzności Bożej
- Kapituła Kolegiacka Kampinosko-Bielańska

## Główna świątynia
- Bazylika archikatedralna św. Jana Chrzciciela w Warszawie (rocznica poświęcenia: 9 czerwca)

## Bazyliki mniejsze[6]
- Bazylika archikatedralna św. Jana Chrzciciela w Warszawie
- Bazylika św. Krzyża w Warszawie
- Bazylika w Niepokalanowie

## Sanktuaria[7]
- Sanktuarium św. o. Stanisława Papczyńskiego - Kościół Wieczerzy Pańskiej w Górze Kalwarii
- Sanktuarium Matki Bożej Lewiczyńskiej Pocieszycielki Strapionych - Kościół św. Wojciecha w Lewiczynie
- Sanktuarium NMP Niepokalanej Wszechpośredniczki Łask - Bazylika w Niepokalanowie
- Sanktuarium Miłosierdzia Bożego w Ożarowie Mazowieckim
- Sanktuarium Matki Bożej Różańcowej Pośredniczki Wszelkich Łask - Kościół Matki Bożej Różańcowej w Piasecznie
- Sanktuarium Matki Bożej Prymasowskiej Wspomożycielki w Rokitnie
- Sanktuarium Matki Bożej Radosnej Opiekunki Przyrody w Nowym Secyminie
- Sanktuarium bł. ks. Jerzego Popiełuszki - Kościół św. Stanisława Kostki w Warszawie
- Sanktuarium Jasnogórskiej Matki Życia - Kościół św. Ducha w Warszawie
- Sanktuarium Matki Bożej Dobrej Śmierci - Kościół Wniebowzięcia NMP i św. Józefa Oblubieńca w Warszawie
- Sanktuarium Matki Bożej Fatimskiej w dzielnicy Ursus (Warszawa)
- Sanktuarium Matki Bożej Łaskawej - Kościół Matki Bożej Łaskawej w Warszawie
- Sanktuarium Matki Bożej Nauczycielki Młodzieży w Warszawie
- Sanktuarium Matki Bożej Tęskniącej - Kościół św. Elżbiety w Warszawie
- Sanktuarium Matki Zbawiciela - Kościół Najświętszego Zbawiciela w Warszawie
- Sanktuarium św. Andrzeja Boboli w Warszawie
- Sanktuarium św. Antoniego z Padwy - Kościół św. Antoniego z Padwy w Warszawie (Śródmieście)
- Sanktuarium św. Faustyny w Warszawie
- Sanktuarium św. Józefa Oblubieńca NMP - Kościół św. Józefa Oblubieńca NMP i św. Jana od Krzyża w Warszawie

## Patroni
- Matka Boża Łaskawa
- Święty Andrzej Bobola